# Talaud-Bärenkuskus
Der Talaud-Bärenkuskus (Ailurops melanotis) ist ein Beuteltier in der Familie der Kletterbeutler, das auf Salebabu, der größten der indonesischen Talaudinseln nördlich von Sulawesi und möglicherweise auch auf der Insel Sangir (Sangihe-Inseln) vorkommt. Es ist unsicher ob auf Sangir gesichteten Bärenkuskus zu den Talaud-Bärenkuskus oder den Eigentlichen Bärenkuskus gehören.

## Merkmale
Die Tiere ähneln dem Eigentlichen Bärenkuskus sind aber kleiner und insgesamt weniger robust gebaut, haben einen kürzeren Schwanz und eine unterschiedliche Fellfärbung. Sie erreichen eine Kopf-Rumpf-Länge von etwa 45 cm, der Schwanz ist etwa 33 cm lang. Über das Gewicht der Tiere liegen keine Angaben vor. Der Talaud-Bärenkuskus hat ein grau-gelbliches, dickes Fell und olivgrüne Augen. Hände, Füße und der mit Fell bedeckte zum Rumpf hin gelegene Abschnitt des Greifschwanzes sind heller und gelblicher. Die Ohren sind klein und werden teilweise vom Kopffell verbogen. Der Schädel des Talaud-Bärenkuskus ist deutlich kleiner als der anderen zwei Bärenkuskusarten. Sie haben auf jeder Seite des Oberkiefers zwei bis drei Schneidezähne, bei den anderen Arten sind es immer drei Zähne.

## Lebensweise
Über die Lebensweise der Tiere ist kaum etwas bekannt. Auf Salebabu leben sie in Primärwäldern und in direkt angrenzenden Gärten. Weibchen gebären ein einzelnes Jungtier. Genauere Angaben zur Ernährung liegen nicht vor.

## Status
Der Talaud-Bärenkuskus ist durch Waldrodungen als Grundlage für neue Landwirtschaftsflächen bedroht. Zusätzlich wird er wegen seines Fleisches gejagt oder gezielt als Haustier eingefangen. Die Insel Salibabu ist weniger als 100 km² groß und der Sahendaruman-Wald, ein Primärwald der das einzige sichere Verbreitungsgebiet der Art ist, ist nur wenig größer als 4000 ha. Die IUCN listet den Talaud-Bärenkuskus als vom Aussterben bedroht (Critically Endangered). Indonesien hat die Art per Gesetz unter Schutz gestellt.

## Belege
1. 1 2 3  Kristofer Helgen & Stephen Jackson: Family Phalangeridae (Cuscuses, Brush-tailed Possums and Scaly-tailed Possum). Seite 485–486 in Don E. Wilson, Russell A. Mittermeier: Handbook of the Mammals of the World – Volume 5. Monotremes and Marsupials. Lynx Editions, 2015, ISBN 978-84-96553-99-6
2. 1 2  Ailurops melanotis in der Roten Liste gefährdeter Arten der IUCN 2016. Eingestellt von: Flannery, T. & Helgen, K., 2015. Abgerufen am 10. März 2018.